# Mayahi (département)
Mayahi est un département du Niger, situé dans la région de Maradi.

## Géographie

### Administration
Mayahi est un département de 6 952 km² de la région de Maradi.

Son chef-lieu est Mayahi.
Son territoire se décompose en:
- Communes urbaines : Mayahi.
- Communes rurales : Attantané, El Alassan Maïreyrey, Guidan Amoumoune, Issawane, Kanan Bakaché, Sarkin Haoussa, Tchaké.

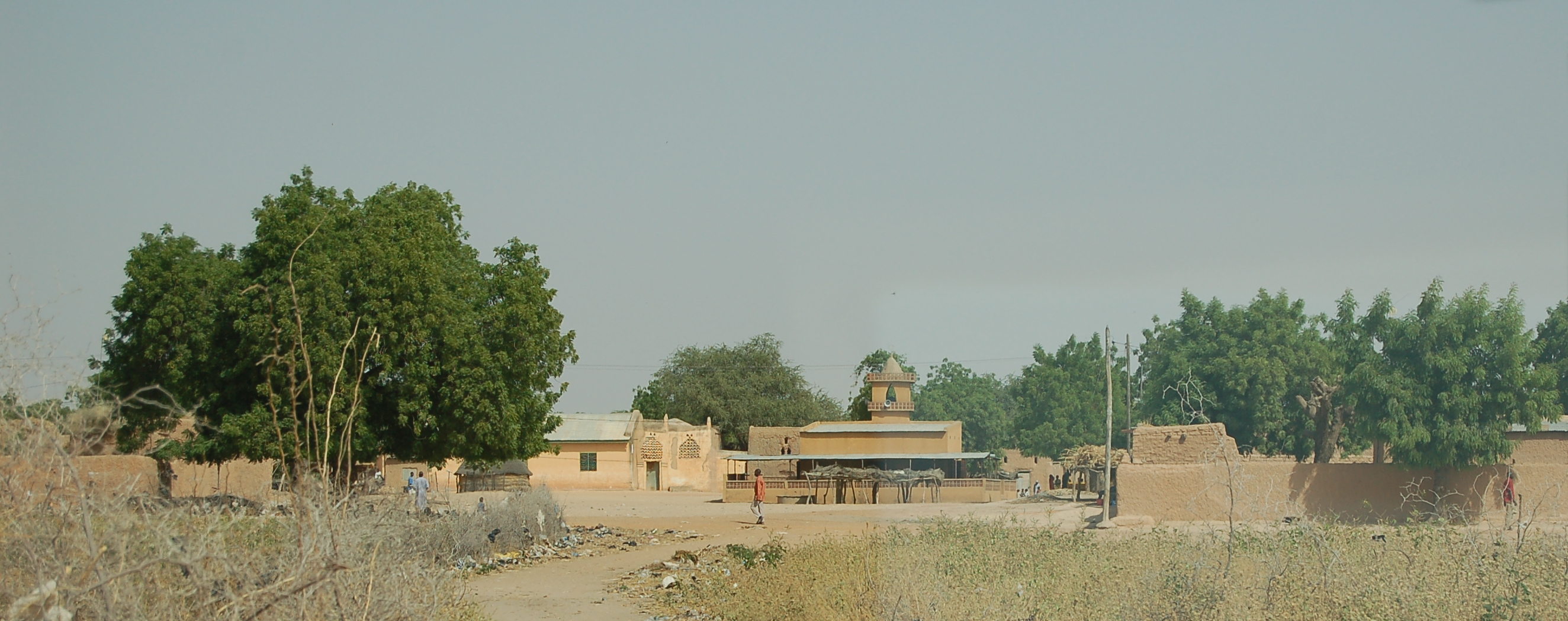
Mayahi, Niger

Le département compte 8 communes, aucun canton, 2 groupements et 347 villages.

### Situation
Le département de Mayahi est entouré par :
- au nord-ouest : le département de Dakoro,
- au nord-est : la région de Zinder (département de Tanout),
- à l'est : le département de Tessaoua,
- au sud : les départements d'Aguié et Guidan-Roumdji.

## Population
La population est estimée à 546 826 habitants en 2011.